# 潭柘寺镇
潭柘寺镇，旧称裏十三（村）地區，是中华人民共和国北京市门头沟区下辖的一个镇。

## 历史
1994年7月8日，潭柘寺乡改为潭柘寺镇。

## 行政区划
潭柘寺镇下辖以下地区：
北村、东村、南村、鲁家滩村、南辛房村、桑峪村、平原村、王坡村、贾沟村、草甸水村、赵家台村和阳坡元村。

## 寺庙
- 潭柘寺